# TT362
TT362 (Theban Tomb 362) è la sigla che identifica una delle Tombe dei Nobili ubicate nell'area della cosiddetta Necropoli Tebana, sulla sponda occidentale del Nilo dinanzi alla città di Luxor, in Egitto. Destinata a sepolture di nobili e funzionari connessi alle case regnanti, specie del Nuovo Regno, l'area venne sfruttata, come necropoli, fin dall'Antico Regno e, successivamente, sino al periodo Saitico (con la XXVI dinastia) e Tolemaico.

## Titolare
TT362 era la tomba di:
| Titolare    | Titolo            | Necropoli | Dinastia/Periodo   | Note |
| ----------- | ----------------- | --------- | ------------------ | ---- |
| Paanemwaset | Prete wab di Amon | El-Khokha | tarda XIX dinastia |      |

## Biografia
Uniche notizie biografiche ricavabili: il nome della moglie, Hathor, e quello di un figlio, Hory.

## La tomba
La tomba si apre al fondo di un ampio cortile, che dà ulteriormente accesso ad altre tombe: TT363, TT187 e TT49, tutte risalenti alla XIX dinastia. Secondo l'usanza tipica dell'area, anche TT362 venne usata come abitazione per secoli con i danni conseguenti. TT362 è planimetricamente costituita da una sala trasversale e una longitudinale, perpendicolare alla precedente; dalla sala trasversale un passaggio conduce alla TT363. Sulle pareti: nel corridoio di accesso (1 azzurro in planimetria) testi di offertorio dedicati a Horus e Hathor; sulle pareti della sala trasversale: un prete e il figlio Hory dinanzi alla mummia; sullo sfondo la piramide tombale e la dea Hathor come vacca sacra (2); sulla parete opposta (3 azzurro) persone che adorano la barca di Amon sotto un padiglione; la scena prosegue sul muro adiacente in cui si apre il passaggio alla TT363. Su altra parete (4) inni a Hathor e a Mertseger e (5) a Ptah. Nel corridoio di accesso alla camera longitudinale una doppia scena del defunto e della sua famiglia in adorazione di alcune divinità. Sul fondo della sala longitudinale una nicchia con statue del defunto e della moglie fiancheggiate da due pilastri Djed.

### Annotazioni
1. ↑  La numerazione dei locali e delle pareti segue quella di Porter e Moss 1927, p. 90.
2. ↑  Per differenziare le tombe che insistono nell'area, le numerazioni relative sono riportate in differente colore: nero per la TT49; verde per la TT187; azzurro per la TT362; rosso per la TT363.
3. ↑  La prima numerazione delle tombe, dalla numero 1 alla 252, risale al 1913 con l'edizione del "Topographical Catalogue of the Private Tombs of Thebes" di Alan Gardiner e Arthur Weigall. Le tombe erano numerate in ordine di scoperta e non geografico; ugualmente in ordine cronologico di scoperta sono le tombe dalla 253 in poi.
4. ↑  I campi della Duat, ovvero l'aldilà egizio, si trovavano, secondo le credenze, proprio sulla riva occidentale del grande fiume.
5. ↑  Nella sua epoca di utilizzo, l'area era nota come "Quella di fronte al suo Signore" (con riferimento alla riva orientale, dove si trovavano le strutture dei Palazzi di residenza dei re e i templi dei principali dei) o, più semplicemente, "Occidente di Tebe".
6. ↑  le Tombe dei Nobili, benché raggruppate in un'unica area, sono di fatto distribuite su più necropoli distinte.
7. ↑  Le note, sovente di inquadramento topografico della tomba, sono tratte, fino alla TT252, dal "Topographical Catalogue" di Gardiner e Weigall, ed. 1913 e fanno perciò riferimento alla situazione dell'epoca.
8. ↑  I preti "wab", ma anche "uab", o "uebu", appartenevano al basso clero ed erano incaricati della manutenzione degli strumenti del culto e degli oggetti comunque ad esso connessi. A loro competeva il lavacro e l'abbigliamento giornaliero della statua del dio presso cui operavano e a loro competeva il trasporto della statua del dio (generalmente su una barca sacra) durante le cerimonie. Erano gerarchicamente sottoposti ad un "grande prete wab" cui competevano le operazioni giornaliere di culto della divinità.

### Fonti
1. ↑  Gardiner e Weigall 1913.
2. ↑  Donadoni 1999,  p. 115.
3. ↑  Porter e Moss 1927, p. 426.
4. 1 2  Porter e Moss 1927,  p. 426.